# Свети Атанасий (Алистрат)
Вижте пояснителната страница за други значения на Свети Атанасий.
„Свети Атанасий“ или „Свети Атанас“ (на гръцки: Ιερός Ναός Αγίου Αθανασίου Αλιστράτης) е възрожденска църква в град Алистрат (Алистрати), Гърция, част от Зъхненската и Неврокопска епархия.
Църквата в архитектурно отношение е трикорабна базилика с двускатен покрив и по-нов нартекс. Точната дата на изграждане не е известна, но по архитектурните особености се датира в XIX век. Над главния вход на храма, от външната страна има надпис с датата на изграждане на нов етаж в храма (1893), както и името на дарителя. На изток излиза само централната ниша на апсидата на светилището. Женската църква заема западната част на храма. Иконостасът на е резбован и правен също през XIX век, както и иконите, царските двери, амвона, кивория на светата трапеза и големите резбовани проскинитарии. В северозападния ъгъл на храма има кръщелня. На северозапад, отделена от църквата има монументална каменна камбанария. Църквата „Свети Атанасий“ е катедрала на Драмската, Филипийска и Зъхненска митрополия от 1753 до влизането на областта в Гърция в 1912 година, когато центърът е преместен в Драма.